# Xã đặc quyền St. Joseph, Michigan
Xã St. Joseph (tiếng Anh: St. Joseph Township) là một xã thuộc quận Berrien, tiểu bang Michigan, Hoa Kỳ. Năm 2010, dân số của xã này là 10.028 người.